# Echinopsis ×cabrerae
Echinopsis ×cabrerae ist eine natürliche Arthybride aus der Gattung Echinopsis in der Familie der Kakteengewächse (Cactaceae). Ihre Eltern sind Echinopsis strigosa und Echinopsis terscheckii. Das Epitheton cabrerae ehrt den argentinischen Botaniker Ángel Lulio Cabrera (1908–1999).

## Beschreibung
Echinopsis ×cabrerae wächst strauchig, verzweigt von der Basis aus mit aufsteigenden Trieben, erreicht Wuchshöhen von bis zu 2 Metern und bildet Gruppen mit einem Durchmesser von bis zu 3 Metern. Die zylindrischen, mehr oder weniger aufrechten, leuchtend grünen, gelegentlich opaken Triebe weisen Durchmesser von 9 bis 11 Zentimetern auf. Es sind 17 (selten 15 bis 18) gekerbte Rippen vorhanden. Die auf ihnen befindlichen, reich bewollten Areolen sind weißlich gelb und stehen bis zu 1,2 Zentimeter voneinander entfernt. Aus ihnen entspringen etwa 10 unregelmäßig angeordnete, ausstrahlende, gerade Dornen. Jung sind sie bräunlich, später werden sie gelblich. Die längsten Dornen sind bis zu 6 Zentimeter lang. Die seitlichen sind am kürzesten und weisen eine Länge von bis zu 0,5 Zentimeter auf.
Die schmal glockenförmigen, weißen Blüten erscheinen seitlich im oberen Drittel der Triebe. Sie erreichen eine Länge von 15 bis 17 Zentimeter und erreichen einen Durchmesser von bis zu 10 Zentimeter. Die grünen, kugelförmigen Früchte weisen einen Durchmesser von bis zu 4 Zentimeter auf.

## Verbreitung und Systematik
Echinopsis ×cabrerae ist in den argentinischen Provinzen La Rioja und Catamarca in der Monte-Vegetation in Höhenlagen von 500 bis 1000 Metern verbreitet.
Die Erstbeschreibung als Trichocereus cabrerae durch Roberto Kiesling wurde 1976 veröffentlicht. Gordon Douglas Rowley stellte die Art 1979 in die Gattung Echinopsis.

## Nachweise